# Falke (міноносець)
«Фальке» (нім. Falke) — військовий корабель, міноносець типу 1923 Кріґсмаріне часів Другої світової війни.
«Фальке» був закладений 17 листопада 1925 року на верфі № 107 німецької компанії Kriegsmarinewerft Wilhelmshaven у Вільгельмсгафені. 29 вересня 1926 року він був спущений на воду, а 15 липня 1928 року увійшов до складу військово-морського флоту веймарської Німеччини.
«Фальке» був шостим і останнім міноносцем типу 1923, побудованим на замовлення Рейхсмаріне у другій половині 1920-х років. Міноносець неодноразово патрулював без втручання в перебіг подій за часи громадянської війни в Іспанії наприкінці 1930-х років. Під час Другої світової війни зіграв другорядну роль у Норвезькій кампанії 1940 року. «Фальке» був одним із супроводжувачів капітальних кораблів, що прямували з Франції до Німеччини через Ла-Манш при прориві протокою. Протягом наступних кількох років він супроводжував проривачі блокади, торгові рейдери і підводні човни при їхньому проході через Ла-Манш і Біскайську затоку, а також норвезькі води. Міноносець атакував кораблі союзників під час вторгнення союзників у Нормандію в червні 1944 року, але того ж місяця був потоплений британськими бомбардувальниками поблизу нормандського узбережжя.

## Історія служби
Спочатку міноносець був приписаний до 4-ї напівфлотилії міноносців. До кінця 1936 року «Фальке» був у складі 4-ї флотилії міноносців, і кілька разів був відряджений до Іспанії, де палала Громадянська війна.

### Норвезька кампанія
На початок Другої світової війни «Фальке» входив до 5-ї флотилії міноносців і виконував завдання з постановки мінних загороджень у Північному морі, які розпочалися 3 вересня 1939 року. З 3 по 5 жовтня разом із трьома есмінцями та однотипними «Альбатросом» і «Грейф» «Фальке» виконував завдання з патрулювання у Каттегаті та Скагерраку, у результаті чого було захоплено чотири судна. Разом з «Ягуаром» «Фальке» затримав шість суден у Скаггераку під час патрулювання проти контрабандного руху 14–16 грудня.
Під час Норвезької кампанії «Фальке» та «Ягуар» з іншими кораблями надавали допомогу пошкодженому торпедою важкому крейсеру «Лютцов», перш ніж 11 квітня продовжили рух до Крістіансунну з підкріпленням. 4–5 червня «Фальке» та «Ягуар» забезпечували протичовновий захист на відтинку від Кіля до Скаггерака при проведенні лінійними кораблями «Гнайзенау» і «Шарнгорст» і важким крейсером «Адмірал Гіппер» невдалої спроби перехопити конвої союзників, які евакуйовувалися з Північної Норвегії. З 21 по 23 червня «Фальке» супроводжував з іншими кораблями сильно пошкоджений «Шарнгорст» з Норвегії до Кіля.
7–8 серпня, діючи у складі 5-ї флотилії міноносців, «Ягуар», «Кондор», «Фальке», Т2, T7 та T8 супроводжували мінні загороджувачі під час встановлення ними мінного поля в південно-західній частині Північного моря.
14–15 серпня 5-та флотилія міноносців у складі міноносців «Ягуар», «Фальке», «Кондор», «Ілтіс», «Грейф», Т2 і Т3 також прикривала мінні загороджувачі в ході постановки мінного поля в цій частині моря. Флотилія супроводжувала інші мінні місії в тому ж районі 31 серпня — 2 вересня та 6–7 вересня. 8-9 жовтня разом з «Вольфом», флотилія здійснила невдалий рейд на острів Вайт. 11–12 жовтня вони здійснили другий, більш успішний наліт, потопивши два мисливці за підводними човнами Вільної Франції і два британські траулери.
Згодом міноносець перевели до Норвегії. У ніч з 26 на 27 січня 1941 року «Фальке» і міноносець T12 супроводжували кораблі, що вирушили зі Ставангера на мінування. «Фальке» супроводжував ще одну таку місію 3–4 лютого разом із 1-ю та 2-ю флотиліями міноносців. з березня по травень 1941 року корабель був на ремонті та модернізації в Роттердамі. Після цього його перевели до Скагеррака, де він ніс конвойні функції до січня 1942 року, коли знову перейшов до 5-ї флотилії на Заході. Флотилія приєдналася до сил супроводу «Шарнгорста», «Гнайзенау» та важкого крейсера «Принц Ойген» 12 лютого 1942 року біля мису Гріс-Не під час прориву під Ла-Маншем.
Коли союзники почали висадку в Нормандії 6 червня 1944 року, 5-та флотилія, яка тепер складалася з міноносців «Ягуар», «Фальке», «Мюве» і Т28, кілька разів виходила з Гавра протягом наступного тижня, намагаючись потопити кораблі союзників. Незважаючи на витрати понад 50 торпед і велику кількість боєприпасів, ці рейди були загалом невдалими, лише 6 червня німцям вдалося потопити норвезький есмінець «Свеннер». Під час повітряного нальоту у ніч з 14 на 15 червня важких бомбардувальників Бомбардувального командування Королівських ПС «Ланкастер» на гавань і німецькі військові кораблі, які там знаходилися, «Ягуар» і «Фальке» були потоплені бомбами.